# رز (بازی ویدئویی)
رز (انگلیسی: Rez) یک بازی بازی موزیک ویدئو شوتم آپ ساخته شده توسط سگا برای  دریم‌کست و پلی‌استیشن ۲ است. نسخه رز:بی نهایت در سال ۲۰۱۶ برای واقعیت مجازی و کنسول های  پلی‌استیشن ۴، مایکروسافت ویندوز و اندروید منتشر شد.